# 国際連合安全保障理事会決議849
国際連合安全保障理事会決議849（こくさいれんごうあんぜんほしょうりじかいけつぎ849、英: United Nations Security Council Resolution 849; UNSCR849）は、1993年7月9日に国際連合安全保障理事会で採択された決議。紛争中のジョージア（当時の名称はグルジア）領アブハジアに対する軍事監視団の派遣と停戦の実施を求める決議であり、全会一致で採択された。

## 概要
理事会はジョージア領アブハジアの紛争地域内スフミ周辺における直近の戦闘に懸念を示し、ブトロス・ブトロス＝ガーリ事務総長に対して、アブハジアとジョージアの間の停戦を合意させるための特使派遣を要求した。この決議により、軍事監視団50名の派遣が許可された。アブハジア紛争に関する安保理決議は、この決議が初めてのものであった。事務局長は決議に従い軍事監視団の任務を勧告し、アブハジアに対する和平プロセスを開始した。その中心的役割にはロシアが入り、また従来より連携を続けている欧州安全保障協力機構議長が支援を示した。そして軍事監視団の早期配備を促すための地位協定に関する国連との議論に参加するよう、ジョージア政府に要請した。